# Aleksander Swieżawski
Aleksander Maria Swieżawski(ur. 3 stycznia 1924 we Lwowie, zm. 14 lutego 2013 w Łodzi) – polski historyk, dr hab.

## Życiorys
Aleksander Swieżawski urodził się w rodzinie ziemiańskiej – był synem Tomasza Swieżawskiego i Marii z domu Kościelskiej. Jednym z jego krewnych był filozof Stefan Swieżawski. Aleksander Swieżawski uczył się w szkołach powszechnych we Lwowie i Łaszczowie, następnie uczył się w Gimnazjum im. Jana Długosza w Nowym Sączu, w którym do wybuchu II wojny światowej zdołał ukończyć naukę w 3 klasach. Od 1939 Aleksander Swieżawski mieszkał w Łykoszynie. W 1942 w ramach tajnego nauczania zdał maturę w Hrubieszowie, a następnie zajął się działalnością w konspiracji, pracując w prasie podziemnej.
W październiku 1942 dołączył do 9 Pułku Piechoty Legionów AK. W 1944 w wyniku dekonspiracji uciekł do Warszawy, gdzie uczestniczył w powstaniu warszawskim, dołączając do plutonu łączności na Żoliborzu. 30 września 1944 został schwytany i wzięty do niewoli niemieckiej, a następnie skierowany do Stalagu II A Neubrandenburg. Pracował pod przymusem w cukrowni w Stavenhagen oraz przy pracach ziemnych w Rostocku. Został wyzwolony 2 maja 1945, a następnie przedostał się do brytyjskiej strefy okupacyjnej. Następnie zamieszkał w Wielkiej Brytanii, gdzie podjął pracę urzędnika i robotnika, m.in. w kopalni węgla w Crewe. Uczestniczył również w połowach na Atlantyku.
Do Polski powrócił w 1947, początkowo pracując jako urzędnik w fabryce papieru w Jeziornej. Jesienią 1948 zamieszkał w Łodzi, gdzie podjął studia z filozofii i historii na Uniwersytecie Łódzkim. W 1951 zdał ponownie maturę ze względu na nieuznanie matury zaliczonej podczas II wojny światowej. W 1952 obronił pracę magisterską pt. „Sprawa chłopska w pismach księdza Wincentego Skrzetuskiego”, napisaną pod kierunkiem Bohdana Baranowskiego. W latach 1951–1953 pracował w bibliotece Politechniki Łódzkiej, a od 1956 w bibliotece Państwowej Wyższej Szkoły Filmowej, pracując jednocześnie na stanowisku nauczyciela przedmiotu nauka o książce i bibliotece w Państwowym Liceum Bibliotekarskim w Łodzi.
W latach 1957–1980 pracował jako asystent, a następnie jako adiunkt w Instytucie Historii Uniwersytetu Łódzkiego, w międzyczasie w 1964 broniąc pracę doktorską pt. „Ziemia bełska w latach 1388–1462” napisaną pod kierunkiem Stefana Krakowskiego oraz pracę habilitacyjną pt. „Rawskie Księstwo Książąt Mazowieckich”. W 1980 podjął pracę w Wyższej Szkoły Pedagogicznej w Częstochowie, gdzie w latach 1983–1987 był kierownikiem Zakładu Historii Kultury Polskiej i dziekanem Wydziału Humanistyczno-Pedagogicznego. Był później współtwórcą Instytutu Historii w Akademii Humanistyczno-Przyrodniczej im. Jana Długosza w Częstochowie. W 1995 uzyskał tytuł profesora zwyczajnego i przeszedł na emeryturę.
Aleksander Swieżawski był członkiem Polskiego Towarzystwa Historycznego, członkiem założycielem Polskiego Towarzystwa Heraldycznego, członkiem zwyczajnym Łódzkiego Towarzystwa Naukowego i członkiem honorowym Towarzystwa Przyjaciół Rawy Mazowieckiej. Przed jego śmiercią rozpoczęto starania o nadanie mu Honorowego Obywatelstwa Miasta Rawy Mazowieckiej ze względu na jego zasługi w badaniu dziejów miejscowości.
Zmarł 14 lutego 2013 w Łodzi. Został pochowany na cmentarzu Rakowickim w Krakowie.

## Odznaczenia
- Złota Odznaka Uniwersytetu Łódzkiego (1975),
- Złoty Krzyż Zasługi (1977),
- Medal Zwycięstwa i Wolności 1945[4].